# دهستان سیف‌آباد
سیف‌آباد نام یکی از دهستان‌های استان فارس و شهرستان خنج می‌باشد .این دهستان در بخش مرکزی واقع شده است .

## جمعیت
براساس سرشماری سال ۱۳۸۵ جمعیت سیف‌آباد ۸٬۰۹۱ نفر (۱٬۶۲۳ خانوار) بوده است.